# Pismo pape Ivana VIII. knezu Domagoju
Pismo pape Ivana VIII. knezu Domagoju, pismo koje je 874. godine uputio papa Ivan VIII. (872. – 882.) hrvatskom knezu Domagoju (864. – 876.). U njemu ga oslovljava "slavnom knezu Domagoju" (lat. Domagoi duci glorioso), ali ga opominje da ubuduće ne kažnjava smrtnom kaznom urotnike, koji mu rade o glavi, već da ih kazni izgonom iz države. Također, opominje ga da se obračuna s gusarima koji pljačkaju Jadranskim morem i obalom u njegovo ime (sub pretextu tui nominis).
Pismu je prethodilo otkrivanje urote protiv kneza Domagoja, nakon koje se, glavni urotnik sklonio kod svećenika Ivana, koji mu je pružio utočište. Naposljetku je urotnik ipak uhvaćen i osuđen na smrt, a svećeniku Ivanu je zabranjeno obavljanje svećeničke službe i bio je izvrgnut progonu. Stoga se uputio u Rim, gdje je zatražio papinu pomoć. Papa Ivan VIII. šalje ga natraga u Hrvatsku upravo s tim pismom.
Pismo je sačuvano u dva fragmenta. Fragment koji govori o nemirima u Domagojevoj državi sačuvan je u kodeksu iz 12. stoljeća, koji se čuva u British Museumu u Londonu, dok je drugi dio pisma, koji se odnosi na papinu opomenu knezu zbog gusarskih aktivnosti, sačuvan u zbirci kanonskih zakona pod naslovom Concordantia discordantium canonum, koje oko 1140. godine dao izraditi benediktinac Gracijan.

## Vanjske poveznice
- Domagoj Hrvatski biografski leksikon
- Domagoj Hrvatska enciklopedija